# Nanobiotix
Nanobiotix, est une société de biotechnologie. Créée en 2003, elle a développé une méthode  qui permet de focaliser les rayons X vers les tumeurs cancéreuses. Elle développe un produit dénommé NBTXR3 ou Hensify et le teste dans diverses régions du Monde pour un nombre croissant de cancers.
Elle est cotée à la bourse de Paris. Elle fait son entrée au Nasdaq en décembre 2020 et parvient à lever près de 100 millions de dollars à cette occasion, afin de poursuivre son développement et notamment le lancement du premier essai de phase 3 de la molécule NBTXR3 aux États-Unis.

## Historique
En 1999, Laurent Lévy mène des travaux de recherche à l'Université de Buffalo (Etat de New York) au cours desquels il découvre que l'oxyde de hafnium a la propriété de multiplier localement l'effet des rayons X vers les cellules qui le contiennent. L'injection de ce produit (désigné par NBTXR3 ou Hensify) dans une tumeur cancéreuse permet donc de diminuer considérablement la dose de rayons X envoyés vers l'organisme et ainsi d'épargner les cellules saines.
La société Nanobiotix est créée en 2003. La société obtient progressivement, de 2003 à 2012, 40 millions d'euros de fonds de capital risque et de capital développement, ainsi que 10 millions d'euros de subventions[réf. nécessaire].
Après des développements préliminaires, elle entame des essais cliniques de phase I en 2011, dont les résultats positifs sont annoncés fin 2012.
L'introduction en bourse sur Euronext a lieu en octobre 2012, et permet à la société de lever 14,2 millions d'euros.
En 2015 débutent des essais cliniques aux Etats-Unis contre le cancer de la prostate ; les résultats sont publiés en 2017-2018.
En 2017, la société ouvre un nouveau lieu de production de son produit. 
En 2018, les résultats phase III du NBTXR3 sont confirmés après avoir été menés en France sur 180 patients atteints du sarcome des tissus mous.
En 2019, de nouveaux essais de phase I-II sont lancés contre six types de cancers différents, qui porte sur 340 patients : cancers tête et cou, pancréas, thorax, poumons, gastro-intestinal et parties génitales. 
Fin 2019, NBTXR3 reçoit le prix Galien 2019.
En 2020, la Food and Drug Administration octroie à NBTXR3 la procédure Fast Track pour le cancer tête et cou. 
En décembre 2020, l'introduction au NASDAQ permet de lever 82,8 millions d'euros.

## Thérapeutique
NBTXR3  est une solution aqueuse de nanoparticules cristallines métalliques d'un diamètre d'environ 50 nanomètres. Le produit est injecté directement dans les tumeurs malignes. Il est activé par une certaine dose de rayons ionisants, et émet des électrons puis des radicaux libres qui tuent les cellules cancéreuses.
Cette amplification de l'action des rayons X apporte en outre une réponse à un problème commun en radiologie, à savoir la diminution de la radiosensibilité consécutive à des chimiothérapies : le manque d'oxygène plonge les cellules cancéreuses en manque d'oxygène (hypoxie), et elles deviennent 2 à 3 fois plus résistantes aux rayons qu'en environnement normal. Il s'agit donc de les radiosensibiliser (en).

## Essais cliniques
NBTXR3 est évalué dans 7 essais cliniques à travers le Monde, et le plan de développement prévoit 16 essais cliniques sur 8 types différents de cancers. Parmi ceux-ci, 9 essais cliniques de phases I/II sont prévus en collaboration avec le Centre médical MD Anderson de l'Université du Texas. Les plus importants sont les suivants :
- Sarcome des tissus mous : le traitement est autorisé dans l'Union Européenne. Aux Etats-Unis, les essais phases II/III sont terminés depuis avril 2020.
- Cancer des voies aérodigestives supérieures (aussi appelé cancer de la tête et du cou) : un essai en phase III est en cours, sous le contrôle de la FDA, avec le nom de NTBRX3[13],[14].
- Cancer colorectal : Un essai en phase I/II est en cours à Taiwan.
- Cancer du pancréas : La FDA a autorisé le début d'essais cliniques de phase I qui doivent durer 6 ans à compter de juillet 2020[15].
- NANORAY-1100 : il s'agit d'une étude multicentrique d'évaluation de la sûreté, de l'efficacité et de la tolérabilité de NBTXR3 activé par radiothérapie en association avec un Inhibiteur de point de contrôle.

## Développement international de la société
Nanobiotix a son siège social à Paris. 
Elle a créé en 2014 une filiale aux Etats-Unis, dont le siège est à Cambridge (Massachusetts), près de Boston. Cette filiale lui est indispensable pour réaliser les tests cliniques américains destinés à recevoir l'approbation de la FDA. Elle lui permet également de préparer une introduction en bourse au NASDAQ.
Elle a deux filiales en Europe, en Allemagne et en Espagne.
Dans la zone Asie-Pacifique, Nanobiotix a cédé une licence d'exploitation de son produit à une société de Taiwan, PharmaEngine. Toutefois, des dissensions entre les partenaires entraînent la rupture du contrat en mars 2021. L'accord de rupture prévoit que Nanobiotix versera plus de 15 millions de dollars à PharmaEngine.

## Fonctionnement de la société

### Répartition du capital social
Laurent Lévy possède lui-même 2,35 % de la société. Une dizaine de fonds d'investissement participent au capital de la société. Le flottant est de 40 %.

### Conseil d'administration
Outre les dirigeants de l'entreprise, le conseil comprend quatre administrateurs indépendants : Christophe Douat (Président du directoire de MedinCell), Dr Alain Herrera (ancien patron de l'oncologie à Sanofi), Anne-Marie Graffin (Latham Biopharm Group) et Enno Spillner (directeur financier de Evotech ).

### Art de la communication
Laurent Lévy est parfois donné en exemple comme un maître de l'art de la communication, qui lui permet de capter notoriété et financements.